# Porté-Puymorens
Porté-Puymorens är en kommun i departementet Pyrénées-Orientales i regionen Occitanien i södra Frankrike. Kommunen ligger i kantonen Saillagouse som tillhör arrondissementet Prades. År 2022 hade Porté-Puymorens 102 invånare.

## Befolkningsutveckling
Antalet invånare i kommunen Porté-Puymorens
| Referens: INSEE |